# Superliga de Albania 2016-17
La Superliga de Albania 2016-17 (oficialmente y en albanés: Kategoria Superiore 2016-17) fue la 78va edición de la máxima categoría de fútbol de Albania. Estuvo organizada por la Federación Albanesa de Fútbol y fue disputada por 10 equipos. Comenzó el 7 de septiembre de 2016 y finalizó el 27 de mayo de 2017.
Esta temporada estuvo marcada por algunos sucesos históricos. Por un lado, Kukësi alcanzó su primer título profesional, apenas en su quinta participación en la categoría. Por el contrario, Tirana descendió por primera vez a la Primera División después de participar en el máximo nivel desde sus inicios en 1930, año desde el cual se consagró como el club más laureado del país obteniendo 24 títulos nacionales. Korabi, que había ascendido el año anterior, también fue relegado.

## Ascensos y descensos
| Pos. | Descendidos de la Superliga |
| ---- | --------------------------- |
| 9.º  | Bylis Ballsh                |
| 10.º | Tërbuni Pukë                |

| Pos.        | Ascendidos de 1.ª División |
| ----------- | -------------------------- |
| 1.º Grupo A | Korabi                     |
| 1.º Grupo B | Luftëtari Gjirokastër      |

## Sistema de competición
Se disputaron 36 fechas bajo el sistema de todos contra todos, enfrentándose todos los equipos entre sí en cuatro oportunidades, alternando las localías rueda tras rueda, de forma tal que cada equipo enfrentó a sus rivales dos veces como local y dos como visitante.
La clasificación final se estableció a partir de los puntos obtenidos en cada encuentro, otorgando tres por partido ganado, uno por empatado y ninguno en caso de derrota. En caso de igualdad de puntos entre dos o más equipos, se aplicaron, en el mencionado orden, los siguientes criterios de desempate:
1. Mayor cantidad de puntos en los partidos entre los equipos implicados;
2. Mejor diferencia de goles en los partidos entre los equipos implicados;
3. Mayor cantidad de goles a favor en los partidos entre los equipos implicados;
4. Mejor diferencia de goles en toda la temporada;
5. Mayor cantidad de goles a favor en toda la temporada;
6. Sorteo.

Al finalizar el campeonato, el equipo que sumó más puntos se consagró campeón y como tal, disputó la segunda ronda previa de la Liga de Campeones de la UEFA 2017-18. A su vez, el subcampeón y el tercero accedieron a la primera ronda previa de la Liga Europa de la UEFA 2017-18. Por otro lado, los últimos dos equipos descendieron directamente a la Kategoria e Parë.

## Equipos participantes
| Equipo                | Ciudad      | Estadio         |
| --------------------- | ----------- | --------------- |
| Flamurtari Vlorë      | Vlorë       | Flamurtari      |
| Korabi                | Peshkopi    | Korabi          |
| Kukësi                | Kukës       | Zeqir Ymeri     |
| Laçi                  | Laç         | Laçi            |
| Luftëtari Gjirokastër | Gjirokastra | Gjirokastra     |
| Partizan              | Tirana      | Qemal Stafa     |
| Skënderbeu Korçë      | Korçë       | Skënderbeu      |
| Teuta Durrës          | Durrës      | Niko Dovana     |
| Tirana                | Tirana      | Selman Stërmasi |
| Vllaznia Shkodër      | Shkodër     | Loro Boriçi     |

| \| Condado \| N.º \| Equipos \| \| ----------- \| --- \| --------------------- \| \| Tirana \| 2 \| Partizan; Tirana \| \| Dibër \| 1 \| Korabi \| \| Durrës \| 1 \| Teuta Durrës \| \| Gjirokastër \| 1 \| Luftëtari Gjirokastër \| \| Korçë \| 1 \| Skënderbeu Korçë \| \| Kukës \| 1 \| Kukësi \| \| Lezhë \| 1 \| Laçi \| \| Shkodër \| 1 \| Vllaznia Shkodër \| \| Vlorë \| 1 \| Flamurtari Vlorë \| |     |                       |
| Condado | N.º | Equipos               |
| Tirana | 2   | Partizan; Tirana      |
| Dibër | 1   | Korabi                |
| Durrës | 1   | Teuta Durrës          |
| Gjirokastër | 1   | Luftëtari Gjirokastër |
| Korçë | 1   | Skënderbeu Korçë      |
| Kukës | 1   | Kukësi                |
| Lezhë | 1   | Laçi                  |
| Shkodër | 1   | Vllaznia Shkodër      |
| Vlorë | 1   | Flamurtari Vlorë      |

## Clasificación
|  |     | Equipos               | PJ | PG | PE | PP | GF | GC | Dif | Pts |
|  | --- | --------------------- | -- | -- | -- | -- | -- | -- | --- | --- |
|  | 1.  | Kukësi (C)            | 36 | 20 | 15 | 1  | 51 | 18 | +33 | 75  |
|  | 2.  | Partizan              | 36 | 19 | 15 | 2  | 46 | 17 | +29 | 72  |
|  | 3.  | Skënderbeu Korçë      | 36 | 21 | 9  | 6  | 45 | 22 | +23 | 601 |
|  | 4.  | Luftëtari Gjirokastër | 36 | 11 | 11 | 14 | 37 | 45 | -8  | 44  |
|  | 5.  | Teuta Durrës          | 36 | 10 | 10 | 16 | 27 | 34 | -7  | 40  |
|  | 6.  | Laçi                  | 36 | 10 | 10 | 16 | 23 | 35 | -12 | 40  |
|  | 7.  | Vllaznia Shkodër      | 36 | 8  | 16 | 12 | 29 | 35 | -6  | 40  |
|  | 8.  | Flamurtari Vlorë      | 36 | 12 | 10 | 14 | 42 | 34 | +8  | 402 |
|  | 9.  | Tirana (D)            | 36 | 8  | 15 | 13 | 29 | 32 | -3  | 39  |
|  | 10. | Korabi (D)            | 36 | 2  | 7  | 27 | 11 | 68 | -57 | 13  |

|  | Clasificado para la segunda ronda previa de la Liga de Campeones 2017-18.                                      |
|  | Clasificado para la primera ronda previa de la Liga Europa 2017-18.                                            |
|  | Clasificado para la primera ronda previa de la Liga Europa 2017-18 como campeón de la Copa de Albania 2016-17. |
|  | Descendido a la Primera División.                                                                              |

| (C) Campeón    |
| (D) Descendido |

## Resultados
|            | FLA | KOR | KUK | LAÇ | LUF | PAR | SKË | TEU | TIR | VLL |
| ---------- | --- | --- | --- | --- | --- | --- | --- | --- | --- | --- |
| Flamurtari |     | 4–1 | 1–1 | 1–0 | 5–0 | 1–1 | 2–0 | 0–0 | 1–0 | 0–1 |
| Korabi     | 1–0 |     | 1–1 | 0–0 | 1–1 | 0–1 | 0–2 | 0–1 | 0–1 | 0–0 |
| Kukësi     | 1–0 | 2–0 |     | 2–0 | 1–0 | 1–0 | 2–0 | 3–0 | 0–0 | 3–1 |
| Laçi       | 1–1 | 1–0 | 0–0 |     | 2–2 | 0–2 | 0–1 | 0–2 | 0–0 | 1–0 |
| Luftëtari  | 1–1 | 1–0 | 2–2 | 1–0 |     | 0–1 | 0–0 | 1–0 | 2–1 | 1–1 |
| Partizani  | 4–0 | 1–0 | 0–0 | 2–0 | 1–0 |     | 0–0 | 1–0 | 0–0 | 0–0 |
| Skënderbeu | 2–1 | 1–0 | 0–0 | 1–0 | 1–0 | 1–2 |     | 1–0 | 2–0 | 3–0 |
| Teuta      | 1–2 | 2–3 | 1–2 | 3–1 | 2–0 | 0–2 | 0–0 |     | 0–0 | 0–0 |
| Tirana     | 3–0 | 1–1 | 2–2 | 1–0 | 2–0 | 0–0 | 2–1 | 3–1 |     | 0–0 |
| Vllaznia   | 2–0 | 3–0 | 0–0 | 1–2 | 2–3 | 1–1 | 0–0 | 1–0 | 0-0 |     |

|            | FLA | KOR | KUK | LAÇ | LUF | PAR | SKË | TEU | TIR | VLL |
| ---------- | --- | --- | --- | --- | --- | --- | --- | --- | --- | --- |
| Flamurtari |     | 6–0 | 1–1 | 0–0 | 2–1 | 1–1 | 0–1 | 0–1 | 2–0 | 2–0 |
| Korabi     | 0-3 |     | 1-3 | 0-1 | 0-4 | 0–2 | 0–1 | 0-4 | 1–1 | 0–2 |
| Kukësi     | 1–0 | 4–0 |     | 2–1 | 3–2 | 0–0 | 2–0 | 1–0 | 4–1 | 0–0 |
| Laçi       | 1–0 | 2–0 | 0–0 |     | 2–1 | 0–1 | 1–5 | 2–1 | 1–0 | 3–0 |
| Luftëtari  | 1–2 | 2–0 | 1–0 | 1–1 |     | 2–0 | 0–1 | 1–1 | 2–1 | 0–0 |
| Partizani  | 2–1 | 3–0 | 1–1 | 0–0 | 2–0 |     | 1–0 | 5–1 | 2–1 | 2–1 |
| Skënderbeu | 1–0 | 3–0 | 1–1 | 1–0 | 3–0 | 2–2 |     | 1–1 | 1–0 | 4–3 |
| Teuta      | 0–0 | 1–0 | 0–2 | 2–0 | 0–1 | 0–0 | 0–1 |     | 1–0 | 1–0 |
| Tirana     | 0–0 | 2–0 | 1–2 | 0–0 | 2–0 | 1–2 | 2–2 | 0–0 |     | 1-2 |
| Vllaznia   | 3–2 | 1–1 | 0–1 | 1–0 | 2–2 | 1–1 | 0–1 | 0–0 | 0-0 |     |

## Goleadores
Actualizado el 27 de mayo de 2017.
| Pos. | Jugador               | Equipo                | Goles |
| ---- | --------------------- | --------------------- | ----- |
| 1    | Pero Pejić            | Kukësi                | 28    |
| 2    | Caleb Ekuban          | Partizani Tirana      | 17    |
| 3    | Hamdi Salihi          | Skënderbeu Korçë      | 15    |
| 4    | Liridon Latifi        | Skënderbeu Korçë      | 11    |
| 5    | Tomislav Bušić        | Flamurtari Vlorë      | 10    |
| 6    | Afrim Taku            | Tirana                | 9     |
| 7    | Donjet Shkodra        | Flamurtari Vlorë      | 9     |
| 8    | Dejvi Bregu           | Luftëtari Gjirokastër | 9     |
| 9    | Izair Emini           | Kukësi                | 8     |
| 10   | Reginaldo Artur Faife | Luftëtari Gjirokastër | 8     |
| 11   | James Adeniyi         | Skënderbeu Korçë      | 8     |
| 12   | Idriz Batha           | Partizani Tirana      | 8     |